# Prosody
Prosody（前称lxmppd）是一个跨平台的XMPP服务器，以Lua语言编写。该软件的开发目标包括较低资源占用、使用方便和可扩展性。

## 历史
Prosody是在2008年8月由Matthew Wild启动开发的，初版0.1.0版本发布在2008年12月。该软件一开始是以GNU通用公共许可证版本2释出的，但是自第3次发布后切换到了MIT许可证。

## 部署实例
XMPP标准基金会在其官方网站xmpp.org上运行Prosody，并使用其聊天室功能为多个内部团队举办会议。
微博客服务Identi.ca使用Prosody软件传送即时通信的通知。 
Remember The Milk使用Prosody传递基于即时通信的提醒服务。
XMPP标准基金会的执行董事Peter Saint-Andre在其个人网站stpeter.im上运行Prosody。